# The Best of Suffocation
The Best of Suffocation är ett samlingsalbum med det amerikanska death metal-bandet Suffocation. Albumet släpptes i januari 2008 av skivbolaget Roadrunner Records och innehåller låtar från bandets tre första studioalbum, då bandet var under kontrakt med Roadrunner Records.

## Låtförteckning
1. "Liege of Inveracity" – 4:31
2. "Infecting the Crypts" – 4:49
3. "Effigy of the Forgotten" – 3:50
4. "Seeds of the Suffering" – 5:52
5. "Jesus Wept" – 3:42
6. "Marital Decimation" – 4:05
7. "Prelude to Repulsion" – 4:49
8. "Anomalistic Offerings" – 4:40
9. "Breeding the Spawn" – 5:09
10. "Pierced from Within" – 4:25
11. "Thrones of Blood" – 5:15
12. "Brood of Hatred" – 4:36

Spår 1–5: från albumet Effigy of the Forgotten
Spår 6–8: från albumet Breeding the Spawn
Spår 9–12: från albumet Pierced from Within

## Medverkande
Musiker (Suffocation-medlemmar)
- Frank Mullen − sång
- Terrance Hobbs – gitarr
- Doug Cerrito – gitarr
- Josh Barohn – basgitarr (spår 1–5)
- Chris Richards – basgitarr (spår 6–12)
- Mike Smith − trummor (spår 1–8)
- Doug Bohn – trummor (spår 9–12)

Produktion
- Scott Burns – producent, ljudmix
- Paul Bagin – producent, ljudmix
- U.E. Nastasi – mastering
- Kristin Callahan – omslagsdesign, foto
- Kevin Candela – omslagskonst
- Eddie Malluk – foto
- Ira Rosenson – foto